# الطوبة والمونة

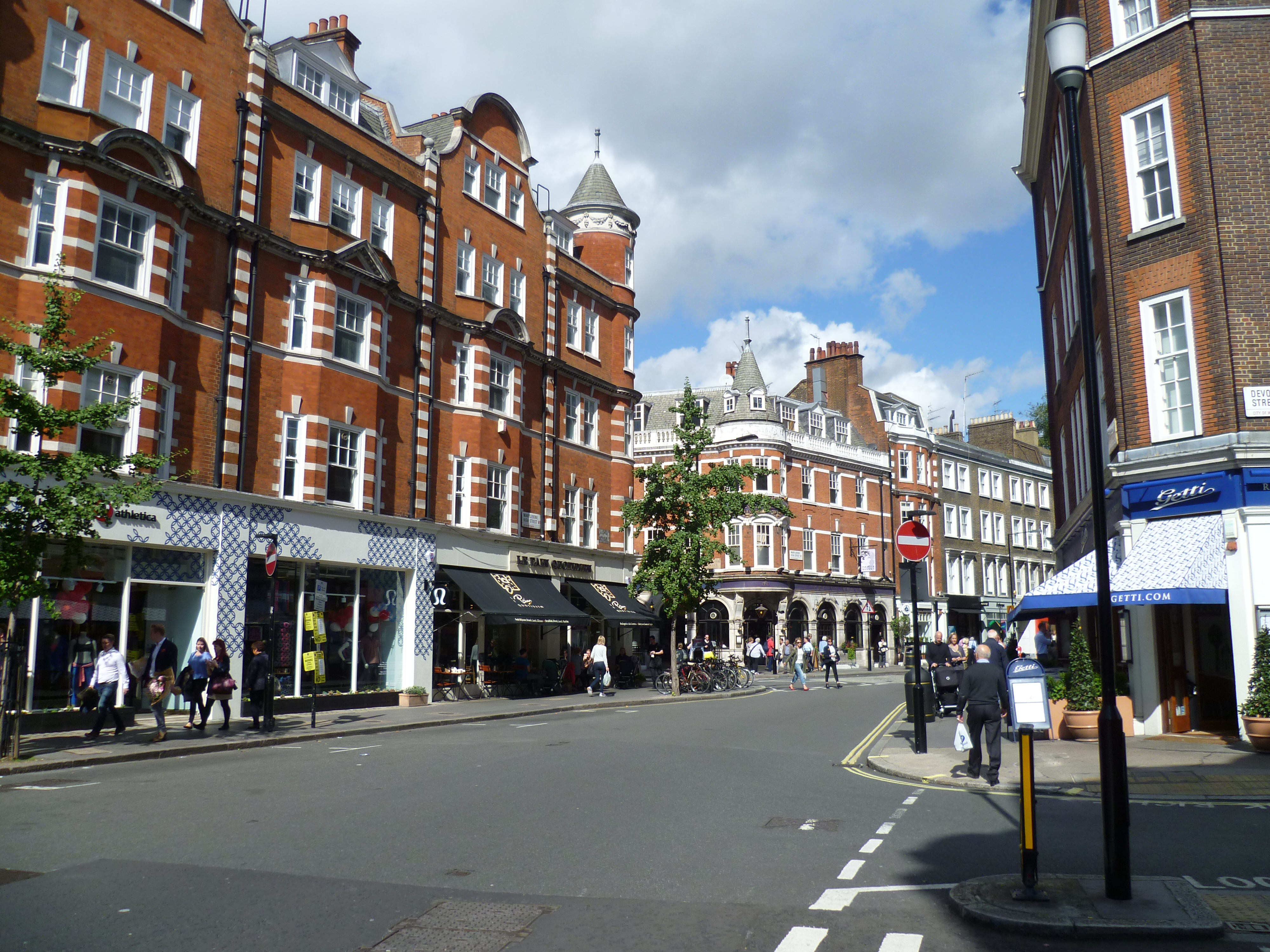

الطوبة والمونة أو الطوب والملاط (بالإنجليزية: brick(s) and mortar business)‏ هو مصطلح يستخدمه رجال الأعمال يشير إلى شركة تمتلك مبنى للاعمال. العبارة رمزية فقط حيث ليست كل المباني مؤسسة من الطوب والمونة. كما ان المعنى في التجارة للدلالة على الشركات التي لها وجود وتقدم خدماتها وجها لوجه.
يقابل هذا المصطلح في البريطانية محلات هاي ستريت أيضا.